# Sara Levy
Sara Levy, född 1774, död 1854, var en tysk salongsvärd, harpist, filantrop och mecenat.
Hon gifte sig 1783 med bankiren Samuel Salomon Levy (1760–1806). 
Berlins viktigaste musiker och forskare besökte hennes salong, inklusive Friedrich Schleiermacher, August Adolph von Hennings, Heinrich Steffens och Bettina von Arnim. Vid soaréerna i hennes salong framfördes Johann Sebastian Bachs musik, som inte längre var modern under dessa år. Själv satt hon vid flygeln och spelade endast verk av familjen Bach, ackompanjerad av en orkester; hon var även känd som en skicklig harpist. Hon var mecenat till Carl Philipp Emanuel Bachs.  Hon verkade för barnhemmen i Berlin, och testamenterade dem 20 000 thaler efter sin död. 